# Klodia
Klodia (Clodia Maior; ur. ok. 95 p.n.e.) – siostra Publiusza Klodiusza, rzymskiego polityka, wraz z którym wyrzekła się patrycjuszowskiego pochodzenia. Wywodziła się z arystokratycznej rodziny rzymskiej.
Bardzo dobrze wykształcona m.in. w grece i filozofii oraz utalentowana w poezji. Była bohaterką licznych skandali, oskarżana o alkoholizm, hazard i kazirodztwo. Jako młoda dziewczyna poślubiła Kwintusa Cecyliusza Metellusa Celera (Quintus Caecilius Metellus Celer), którego śmierć w niewyjaśnionych okolicznościach w roku 59 p.n.e. była przyczyną posądzenia Klodii o jego otrucie. Miała liczne romanse m.in. z poetą Katullusem, w którego dorobku poetyckim pojawiła się jako Lesbia. Jej kochankiem był także Marek Celiusz Rufus, którego oskarżyła w 56 p.n.e. o próbę otrucia. Podczas procesu obrońcą Celiusza został Cyceron, zachowała się jego mowa Pro Caelio. Cyceron był politycznym przeciwnikiem brata Klodii, Klodiusza. Po procesie, w którym Celiusz został uniewinniony, Klodia prawdopodobnie opuściła Rzym.

## Małżeństwa i dzieci
- 1x Kwintus Cecyliusz Metellus Celer
  - Cecylia Metella Celer (1x Publiusz Korneliusz Lentulus Spinter)